# Élément nucléaire dispersé long
« LINE » redirige ici. Pour l'application de messagerie instantanée, voir LINE (logiciel).
Les éléments nucléaires dispersés longs (LINE pour long interspersed nuclear elements) font partie des séquences répétées dispersées au sein de l'ADN. Leur longueur est en général de quelques milliers de paires de bases et leur nature exacte varie suivant les espèces. Chez les primates, les principales séquences LINE sont une famille appelée LINE-1 dont il existe plusieurs centaines de milliers de copies dans le génome. Moins nombreuses que les répétitions SINE, elles représentent cependant du fait de leur longueur une fraction du génome plus importante (21 % du génome humain est constitué de LINE).
Les séquences LINE actives sont capables de réplication autonome, ce qui leur permet de se dupliquer et de s'insérer à d'autres sites dans le génome. Leur réplication passe par un intermédiaire ARN, ce sont des rétrotransposons sans LTR. Les séquences LINE sont transcrites à partir d'un promoteur et sont polyadénylées en 3'. L'ARN intermédiaire transcrit est répliqué en ADN par une transcriptase inverse codée par le LINE. Le LINE code également en général une enzyme possédant une activité nucléase qui permet l'insertion de la séquence répliquée à un nouveau site.